# Смельчак (минный транспорт)
Смельчак — минный транспорт (минный заградитель) русского Военного ведомства. После ввода в строй переведен на Дальний Восток и передан Владивостокской крепости. В 1914 г. переоборудован в товаропассажирское судно и передан Доброфлоту. Теперь «Смельчак» мог принимать на борт 8 пассажиров в каюты 2-го класса и 80 — 3-го.
В 1918 году ходил под флагом Чехословакии.
В октябре 1922 г. уведен Белогвардейцами за границу. "Смельчак", высадив беженцев, возвратился из Манилы во Владивосток, приняв к себе на борт несколько десятков моряков с других уведенных пароходов. В середине 1923 г. «Смельчак», находившийся в китайском порту Чифу, был передан портовыми властями Советам.
В 1925 году его возвратили военным и зачислили в состав инженерной службы 5-й Краснознаменной армии.
В 1940 г. передан Амурскому пароходству. В 1949 г. сдан на слом.